# Explorornis
Explorornis ('ontdekte vogel', uit het Latijn explōrare 'ontdekken' en Oudgrieks ornis (όρνις) 'vogel') is een geslacht van uitgestorven vogels uit het Mesozoïcum (midden van het Laat-Turonien, ongeveer 90 miljoen jaar geleden) van de Bissekty-formatie van de Kyzylkum, in het huidige Oezbekistan.

## Naamgeving
In 1991 werd een ravenbeksbeen van een vogel gevonden. In 1993 werd het gemeld als een nieuw lid van de Enantiornithes. In 1996 dacht Lew Nesow dat het meer bepaald een lid van de Alexornithidae was.
In 1998 benoemde Andrej W. Pantelejew de typesoort Explorornis nessovi. De geslachtsnaam combineert het Latijn explorare, 'onderzoeken', een verwijzing naar de speurtocht naar de identiteit van het fossiel, met een Grieks ornis, 'vogel'. De soortaanduiding eert Lew Alexandrowitsj Nesow (1947-1995).
Het holotype is PO 4819, een linkerravenbeksbeen waaraan het onderste uiteinde ontbreekt.
In 1998 hernoemde Pantelejew Enantiornis walkeri tot een Explorornis walkeri. De soortaanduiding eert Alick Donald Walker. Het holotype is specimen PO 4825, ook weer een linkerravenbeksbeen gevonden in 1991 dat de onderkant mist. De oorspronkelijke plaatsing in de Zuid-Amerikaanse Enantiornis was ook minder logisch is gezien de biogeografie en geologische ouderdom. De twee soorten delen echter geen synapomorfieën van een verenigd geslacht Explorornis zodat er behalve de herkomst en ouderdom geen argumenten zijn ze samen te voegen. Volgens Jingmai Kathleen O'Connor zijn beide soorten nomina dubia.
In 1998 werd ook het ravenbeksbeen ZIN PO 4818 aan een Explorornis species nova toegewezen.

## Beschrijving

### Grootte en onderscheidende kenmerken
Dit waren allemaal kleine vogels. De lengte van Explorornis walkeri is geschat op dertig centimeter. De lengte van Explorornis nessovi is geschat op 165 millimeter.
Ondanks de beperkte resten zijn er onderscheidende kenmerken voor Explorornis nessovi geopperd die ook naar huidige inzichten geldig zijn. Ondanks een mogelijke basale positie is de schacht van het ravenbeksbeen niet smaller dan hoog. Er loopt een kam langs de bovenste buitenrand van de schacht. De buitenrand en binnenrand van de bovenste groeve in de schacht van het ravenbeksbeen zijn dun. De schacht is relatief dun. De buitenrand van het ravenbeksbeen is volledig hol gekromd.

### Skelet
Het ravenbeksbeen, verticaal afgeplat, verbreedt zich naar onderen toe, zoals bij de meeste Ornithothoraces. Het tuberculum is laag, als bij Incolornis. De bovenste groeve loopt geleidelijk op en is tamelijk ondiep. Het facet van het schoudergewricht lijkt tamelijk hol te zijn geweest maar dat kan het gevolg zijn van erosie van het fossiel.

## Fylogenie
Omdat alleen de ravenbeksbeenderen bekend zijn, is de fylogenetische positie van deze taxa lastig te bepalen. Nesow en Pantalejew dachten dat ze dicht bij de meer geavanceerde Enantiornis stonden, en dus in de Euenantiornithes. Latere vondsten lieten zien dat de vermeende afgeleide kenmerken ook door meer basale vogels gedeeld werden. De holle buitenrand en ondiepe bovenste groeve wijzen op een basale positie in de Enantiornithes; de groeve op zich wijst op een behoren tot die groep.